# Boeing 737 MAX
Boeing 737 MAX je družina novejših dvomotornih potniških reaktivnih letal, ki jo je razvil ameriški Boeing. Zasnovan je na Boeing 737 NG (Next Generation). Novo letalo je že četrta generacija letal 737 in tudi novo letalo ima tradiconalni 737 izgled. 
Glavna novost sta sicer nova turboventilatorska motorja CFM International LEAP-1B in nov dvodelni winglet. Malce bodo modificirali tudi trup.
Prvo letalo so dostavili leta 2017, 50 let po prvem letu Boeing 737. Do decembra 2013 je izbral 1700 naročil, kar je precej, vendar manj kot konkurent Airbus A320NEO. A320NEO (New Engine Option), je prav tako kot MAX obstoječe letalo z novim motorji in Sharkleti.
Od leta 2006 je Boeing hotel zamenjati letalo s povsem novim dizajnom (projekt "Boeing Y1"), ki bi sledil kompozitnem in bolj električnemu Boeingu 787 in imel podobno tehnologijo. .Potem so program oddolžili do leta 2011. 
Leta 2010 je Airbus začel z nagradnjo obstoječih A320 v NEO različico. Novo letalo naj bi imel nižjo porabo goriva in manjše stroške vzdrževanja. V uporabo naj bi vstopil leta 2016. Koncept je bilo zelo popularen pri letalskih družbah in kmalu so sledila velika naročila. . Pritisk od letalskih družb je prisilil Boeinga, da je preklical Y1 in namesto tega nadgradil 737.  30. avgusta 2011 so direktorji odobrili projekt. Boeing trdi, da bo MAX imel 16% manj porabo kot klasični A320 in 4% manjši kot A320NEO..Imel naj bi večji ali enak dolet. Decembra 2013 je Boeing sicer oznanil malo manj optimistično 14% manjšo porabo kot 737NG.
Izdelali bodo tri različice 737 MAX 7, 737 MAX 8 in 737 MAX 9, ki bodo nasledile 737-700, −800 in −900ER, (najmanjšega 737-600 ne bo več) 
Medtem pa drugi proizvajalci po svetu načrtujejo povsem nova kompozitna letala. Rusi razvijajo novo letalo Irkut MS-21, ki bo na veliko uporabljalo kompozite. Prav tako Kanadčani in sicer Bombardier CSeries, ki je po dimenzijah malo manjši. Aktivni so tudi Kitajci z COMAC C919, ki naj bi konkurial 737 in A320.

## Tehnične specifikacije
|                             | 737 MAX 7                     | 737 MAX 8                     | 737 MAX 9                     |
| --------------------------- | ----------------------------- | ----------------------------- | ----------------------------- |
| Število sedežev             | 126 (2-razredna, tipična)     | 162 (2-razredna, tipična)     | 180 (2-razredna, tipična)     |
| Dolžina                     | 110 ft 4 in (33,6 m)          | 129 ft 6 in (39,5 m)          | 138 ft 2 in (42,1 m)          |
| Razpon kril                 | 117 ft 9 in (35,9 m)          | 117 ft 9 in (35,9 m)          | 117 ft 9 in (35,9 m)          |
| Višina                      | 41 ft 0 in (12,5 m)           | 41 ft 0 in (12,5 m)           | 41 ft 0 in (12,5 m)           |
| Potovalna hitrost           | Mach 0,79 (522 mph, 842 km/h) | Mach 0,79 (522 mph, 842 km/h) | Mach 0,79 (522 mph, 842 km/h) |
| Maks. vzletna teža          | 159 400 lb (72 303 kg)        | 181 200 lb (82 191 kg)        | 194 700 lb (88 314 kg)        |
| Dolet (polno naložen)       | 3 800 nmi (7 038 km)          | 3 620 nmi (6 704 km)          | 3 595 nmi (6 658 km)          |
| Motorji (× 2)               | CFM International LEAP-1B     | CFM International LEAP-1B     | CFM International LEAP-1B     |
| Premer ventilatorja motorja | 69,4 in (1,76 m)              | 69,4 in (1,76 m)              | 69,4 in (1,76 m)              |

Viri: 737 MAX specifikacije